# 利尼昂巴鲁瓦
利尼昂巴鲁瓦（法語：Ligny-en-Barrois，法語發音：[liɲi ɑ̃ baʁwa]），法国东北部城市，大东部大区默兹省的一个市镇，隶属于巴勒迪克区，其市镇面积为32.7平方公里，2022年1月1日时人口数量为3,696人，是该省人口第五多的市镇，在法国城市中排名第2,758位。
利尼昂巴鲁瓦位于默兹省南部，奥尔南河畔，是一个区域性的中心城市，法国国道N4线和多条干线公路在此交汇。利尼昂巴鲁瓦历史上为利尼伯国的首府，近代因光学玻璃生产而兴盛，现代则因其境内的EvoBus工厂而闻名。

## 地名来源
根据当地官方网站的论述，“Ligny”一名最初于公元962年以“Lineium”的形式被记载，该名称的来源及含义尚不清楚。

## 历史

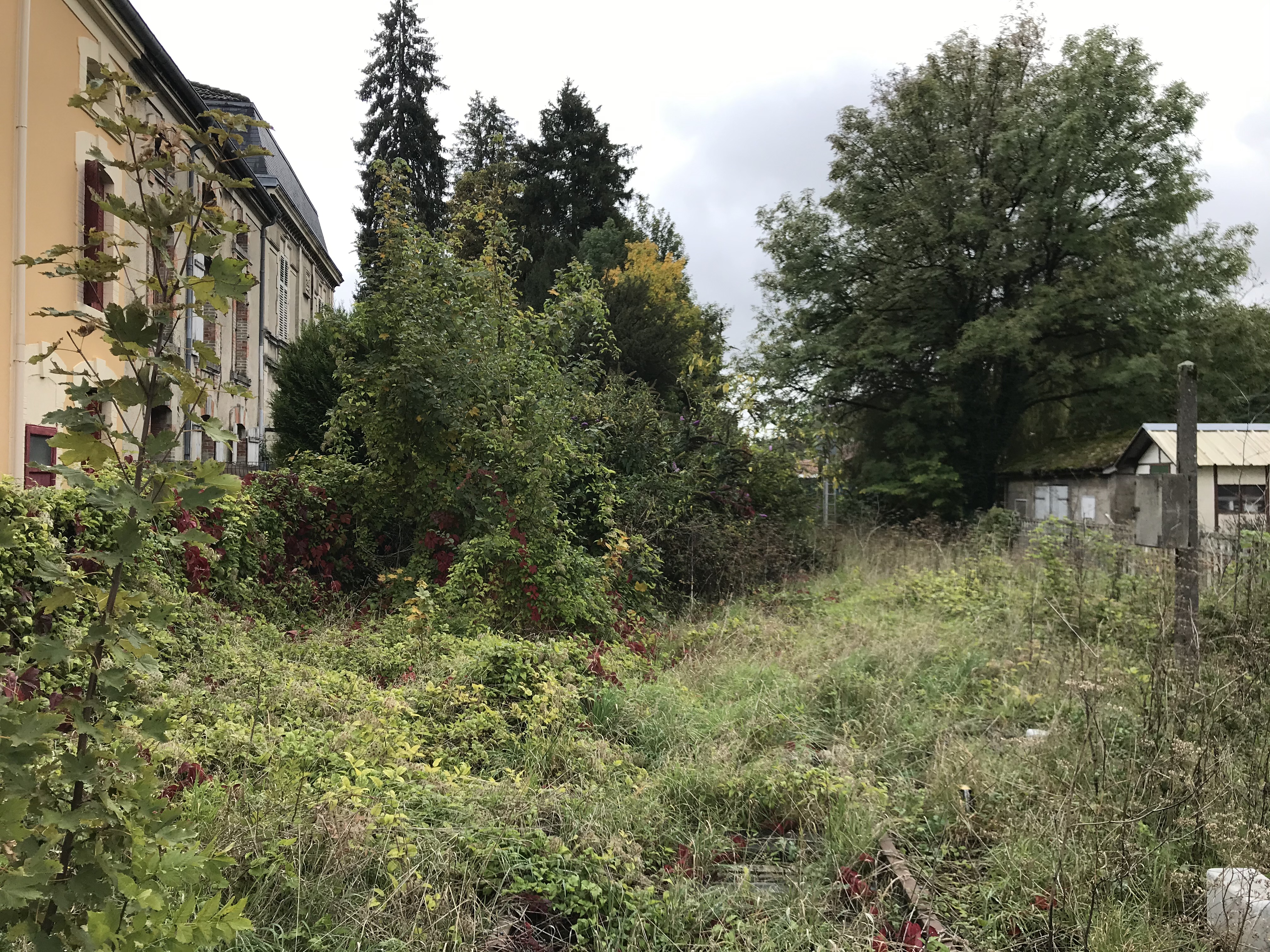
利尼昂巴鲁瓦境内废弃的铁路

利尼昂巴鲁瓦始建于中世纪中期，彼时该地为香槟伯国的一部分。公元1115年，巴尔伯爵雷诺二世（Renaud II）与香槟女伯爵阿涅丝（Agnès de Champagne）联姻，利尼昂巴鲁瓦成为巴尔公国的一部分；其孙女又与卢森堡伯爵亨利五世通婚，由此诞生了“卢森堡-利尼家族”（Maison de Luxembourg-Ligny），并获得了伯爵爵位。中世纪末，瓦卢瓦与哈布斯堡两大家族之间发生纠纷，位于两者之间的巴鲁瓦地区遭到重创。1544年6月24日，神圣罗马帝国皇帝查理五世率领军队占领并烧毁了利尼昂巴鲁瓦。战后，利尼昂巴鲁瓦在领主安托万二世（Antoine II）的支持下得以恢复重建。利尼昂巴鲁瓦境内修道院于1554年建成。1719年，利尼伯国被洛林公爵利奥波德购买，成为洛林公国的一部分。法国大革命后，利尼昂巴鲁瓦成为默兹省的一个市镇。当地居民曾在拿破仑对外战争期间积极参战。1867年，利尼昂巴鲁瓦境内的首家玻璃厂建成，此后光学玻璃成为当地的一项重要工业支柱。途径利尼昂巴鲁瓦的楠苏瓦-特龙维尔—讷沙托铁路于1880年全线建成通车。第二次世界大战期间，利尼昂巴鲁瓦长期被纳粹德军控制，当地的青年抵抗运动团体在1943年3月8日盖世太保的一场行动中被强制驱逐。利尼昂巴鲁瓦于1944年8月31日被联军解放。1981年，汽车制造商戴姆勒在利尼昂巴鲁瓦创建大型客车组装工厂，该厂成为彼时默兹省境内规模最大的工业企业之一。

## 地理

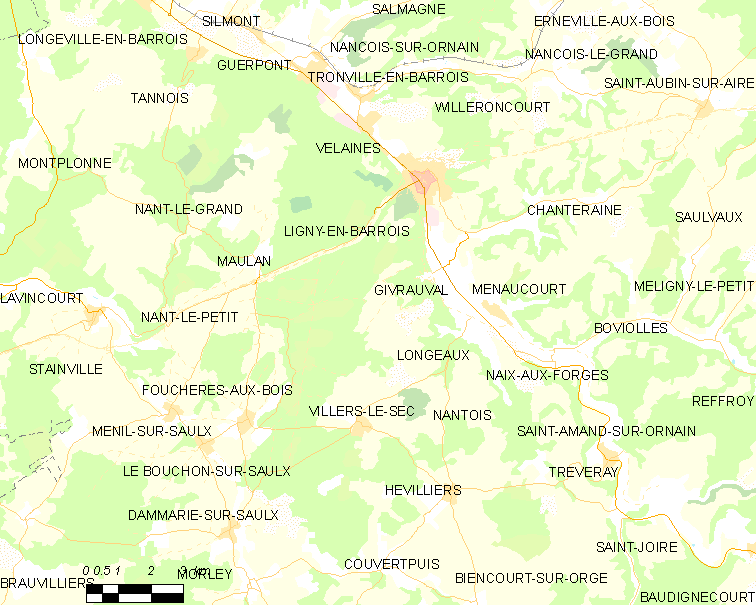
利尼昂巴鲁瓦市镇范围地图

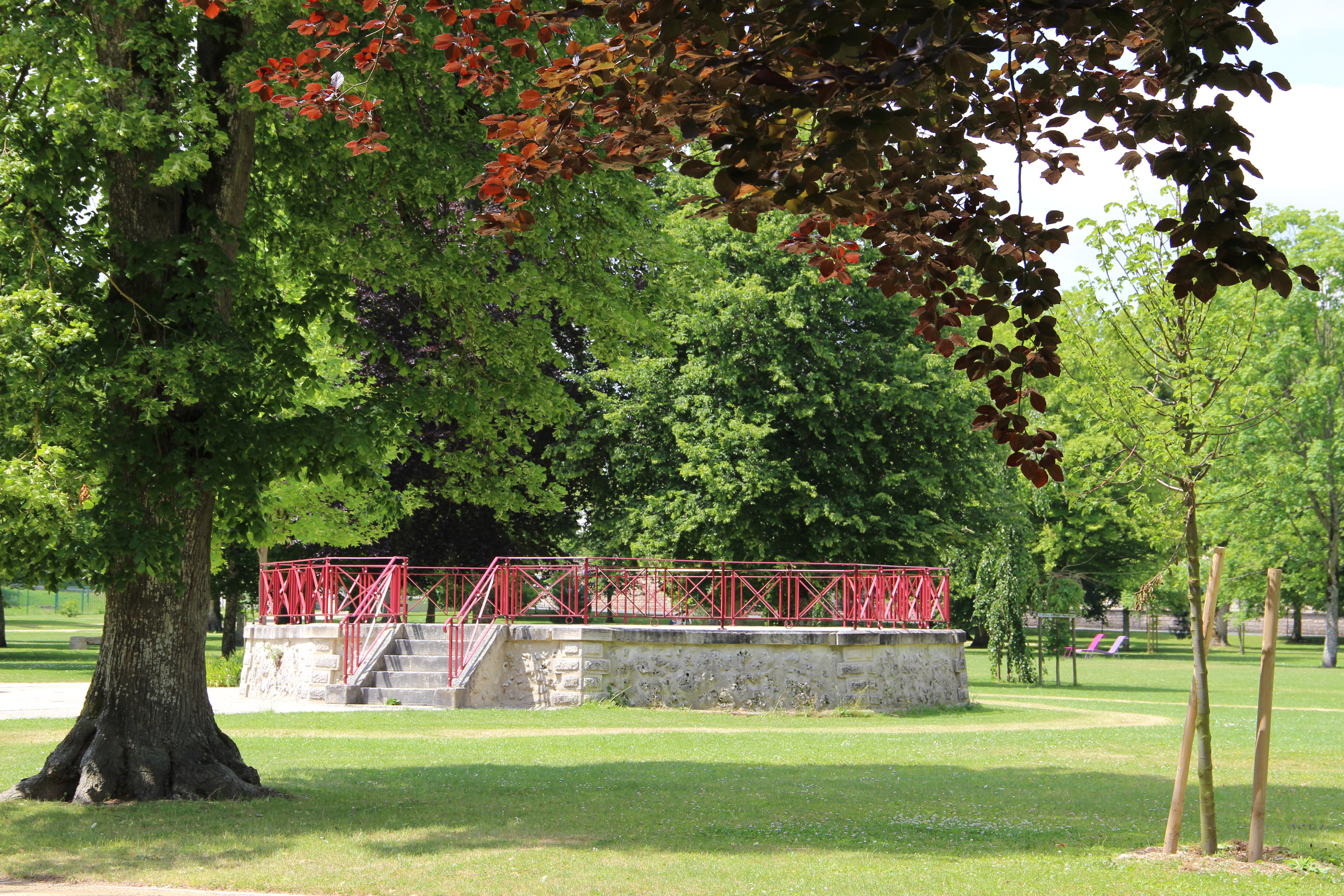
奥尔南河畔的卢森堡公园

利尼昂巴鲁瓦位于法国东北部，大东部大区中部和默兹省南部，距离省会巴勒迪克大约16公里。与利尼昂巴鲁瓦接壤的市镇包括：大楠村、沃莱讷、维勒龙库尔、莫朗、小楠村、富谢尔欧布瓦、尚特赖讷、日夫罗瓦勒、索河畔达马里和维莱勒塞克。

### 地形
利尼昂巴鲁瓦位于巴鲁瓦地区腹地，境内以平原和浅丘为主，市镇中心地势较为平坦，东西两侧为浅丘地区，全境海拔在217到386米之间。

### 水文
利尼昂巴鲁瓦位于塞纳河流域范围内，奥尔南河自东南向西北流经市区东侧，人工开凿的马恩—莱茵运河则从市区西部经过。

### 植被
利尼昂巴鲁瓦属于温带阔叶混交林区，市区西部为利尼昂巴鲁瓦市级森林（Forêt domaniale de Ligny-en-Barrois），市中心东南部的卢森堡公园（Parc des Luxembourg）是当地主要的城市绿地。
在鲜花城市的评比中，利尼昂巴鲁瓦被评为3星级鲜花城市。

### 气候
利尼昂巴鲁瓦在柯本气候分类法中属于温带海洋性气候，因其距离海岸线相对较远，当地气候又有一定的大陆性特征。
距离利尼昂巴鲁瓦最近的常年气象站位于埃尔讷维尔欧布瓦境内，以下为该气象站的数据（其中日照数据取自圣迪济耶）：
| 埃尔讷维尔欧布瓦 1981年－2019年 | 埃尔讷维尔欧布瓦 1981年－2019年 | 埃尔讷维尔欧布瓦 1981年－2019年 | 埃尔讷维尔欧布瓦 1981年－2019年 | 埃尔讷维尔欧布瓦 1981年－2019年 | 埃尔讷维尔欧布瓦 1981年－2019年 | 埃尔讷维尔欧布瓦 1981年－2019年 | 埃尔讷维尔欧布瓦 1981年－2019年 | 埃尔讷维尔欧布瓦 1981年－2019年 | 埃尔讷维尔欧布瓦 1981年－2019年 | 埃尔讷维尔欧布瓦 1981年－2019年 | 埃尔讷维尔欧布瓦 1981年－2019年 | 埃尔讷维尔欧布瓦 1981年－2019年 | 埃尔讷维尔欧布瓦 1981年－2019年 |
| 月份                            | 1月                             | 2月                             | 3月                             | 4月                             | 5月                             | 6月                             | 7月                             | 8月                             | 9月                             | 10月                            | 11月                            | 12月                            | 全年                            |
| ------------------------------- | ------------------------------- | ------------------------------- | ------------------------------- | ------------------------------- | ------------------------------- | ------------------------------- | ------------------------------- | ------------------------------- | ------------------------------- | ------------------------------- | ------------------------------- | ------------------------------- | ------------------------------- |
| 历史最高温 °C（°F）             | 16 (61)                         | 21.2 (70.2)                     | 25 (77)                         | 27.9 (82.2)                     | 32.2 (90.0)                     | 36.2 (97.2)                     | 36.4 (97.5)                     | 39 (102)                        | 32.6 (90.7)                     | 27 (81)                         | 22.5 (72.5)                     | 17.6 (63.7)                     | 39 (102)                        |
| 平均高温 °C（°F）               | 4.3 (39.7)                      | 5.9 (42.6)                      | 10 (50)                         | 13.8 (56.8)                     | 18.2 (64.8)                     | 21.3 (70.3)                     | 24.1 (75.4)                     | 23.6 (74.5)                     | 19.3 (66.7)                     | 14.5 (58.1)                     | 8.4 (47.1)                      | 4.9 (40.8)                      | 14 (57)                         |
| 日均气温 °C（°F）               | 1.5 (34.7)                      | 2.4 (36.3)                      | 5.6 (42.1)                      | 8.4 (47.1)                      | 12.5 (54.5)                     | 15.5 (59.9)                     | 18 (64)                         | 17.7 (63.9)                     | 14.2 (57.6)                     | 10.5 (50.9)                     | 5.4 (41.7)                      | 2.5 (36.5)                      | 9.5 (49.1)                      |
| 平均低温 °C（°F）               | −1.3 (29.7)                     | −1.1 (30.0)                     | 1.2 (34.2)                      | 2.9 (37.2)                      | 6.9 (44.4)                      | 9.7 (49.5)                      | 11.9 (53.4)                     | 11.8 (53.2)                     | 9.1 (48.4)                      | 6.4 (43.5)                      | 2.3 (36.1)                      | 0 (32)                          | 5 (41)                          |
| 历史最低温 °C（°F）             | −23.3 (−9.9)                    | −24.2 (−11.6)                   | −19 (−2)                        | −8.7 (16.3)                     | −5.2 (22.6)                     | −1.4 (29.5)                     | 1.1 (34.0)                      | 0.7 (33.3)                      | −3.8 (25.2)                     | −8.4 (16.9)                     | −14.6 (5.7)                     | −20.4 (−4.7)                    | −24.2 (−11.6)                   |
| 平均降水量 mm（）               | 109.9 (4.33)                    | 86.3 (3.40)                     | 88 (3.5)                        | 68.7 (2.70)                     | 76.6 (3.02)                     | 74.5 (2.93)                     | 79.7 (3.14)                     | 76 (3.0)                        | 81.8 (3.22)                     | 101 (4.0)                       | 93.4 (3.68)                     | 120.6 (4.75)                    | 1,056.5 (41.59)                 |
| 月均日照時數                    | 66.4                            | 80.3                            | 136.8                           | 174.2                           | 210.7                           | 220                             | 228                             | 220.5                           | 166.3                           | 117.7                           | 58.4                            | 47.6                            | 1,726.9                         |
| 来源：infoclimat.fr             |                                 |                                 |                                 |                                 |                                 |                                 |                                 |                                 |                                 |                                 |                                 |                                 |                                 |

## 行政区划
利尼昂巴鲁瓦的市镇编号为55291，邮政编号为55500。
在行政管理方面，利尼昂巴鲁瓦隶属于法国大东部大区默兹省巴勒迪克区；在地方选举方面，利尼昂巴鲁瓦是利尼昂巴鲁瓦县的中央投票站所在地，其市镇范围全境被划入默兹省第一选区；在社会管理方面，利尼昂巴鲁瓦是巴勒迪克南默兹城市圈公共社区的组成部分。
截至2023年5月，利尼昂巴鲁瓦市镇范围内暂无城市敏感街区及城市政策优先街区。
法国国家统计与经济研究所（简称）在进行数据统计时，将利尼昂巴鲁瓦及相邻的另外3个市镇设为利尼昂巴鲁瓦城市核心区，并将包括核心区在内的周边共43个市镇划为巴勒迪克城市区。自2020年起，巴勒迪克城市区被包含86个市镇的巴勒迪克城市辐射区代替。此外，还将利尼昂巴鲁瓦市镇整体看作一个“块区”（IRIS），以便于统计人口分布情况。

## 交通

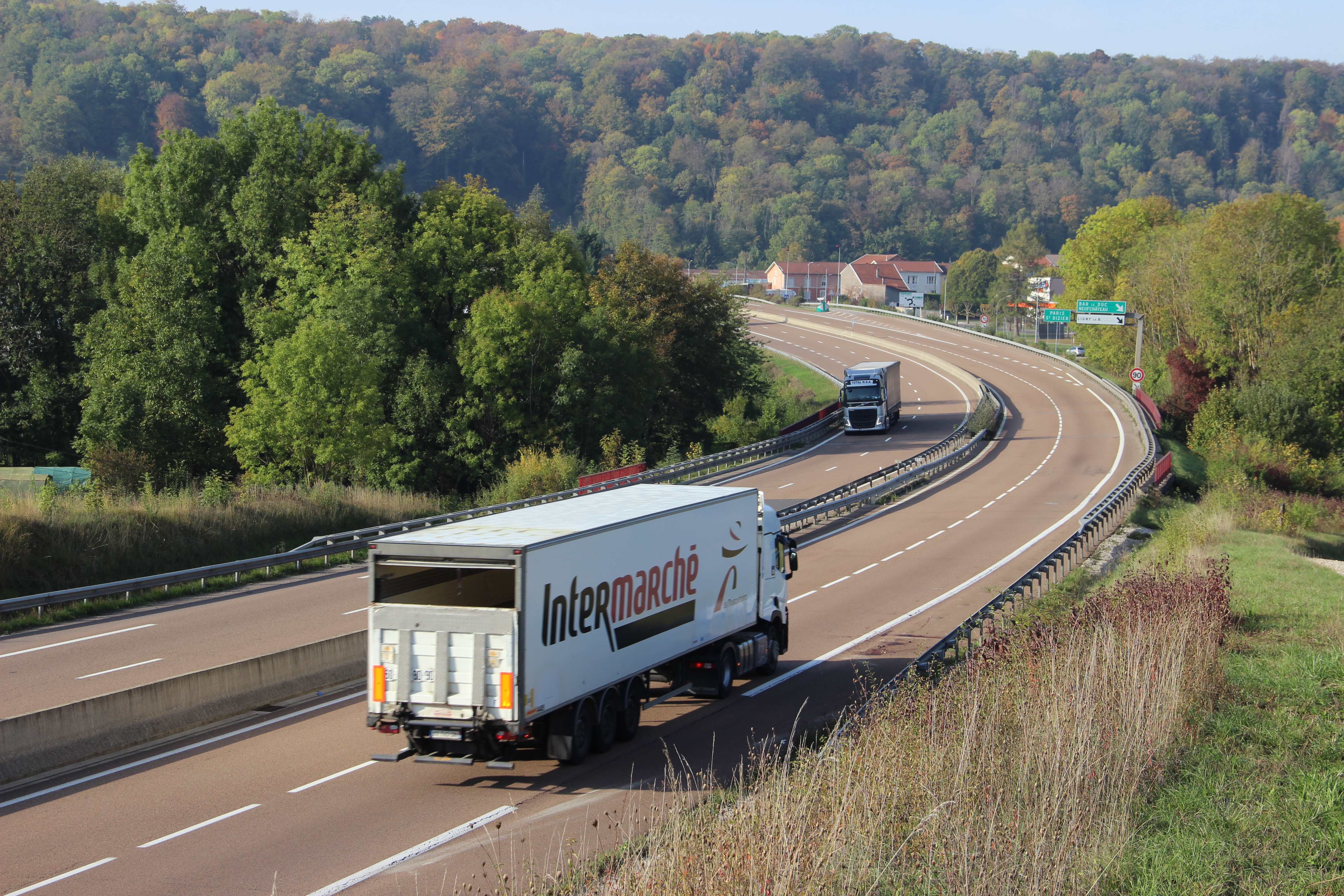
法国国道N4线利尼昂巴鲁瓦段

### 公路
法国国道N4线、N135线和默兹省省道D156线、D604线、D966线在利尼昂巴鲁瓦境内交汇。大东部大区下属的城际客运提供校车巴士线路，可前往周边部分市镇。
| 12 | 45 |

| 巴勒迪克 | 16 |

| 圣迪济耶 | 30 |

| 科梅尔西 | 25 |

2019年，63.7%的利尼昂巴鲁瓦家庭拥有至少一辆私人汽车。2018年，利尼昂巴鲁瓦境内共发生各类交通事故4起，造成2人遇难，3人受伤，其中2人重伤。

### 铁路
利尼昂巴鲁瓦位于楠苏瓦-特龙维尔—讷沙托铁路上，该铁路已于1972年停止客运服务，自21世纪初以来逐渐彻底废弃。
距离利尼昂巴鲁瓦最近的运营中的客运铁路车站为楠苏瓦-特龙维尔站，该站停靠往返于巴勒迪克和南锡之间的区域列车，部分班次可直通吕内维尔。

### 航空
距离利尼昂巴鲁瓦最近的民用航空站为83公里外的洛林机场。

### 城市公共交通
利尼昂巴鲁瓦是巴勒迪克城市公共交通（商业名称为）的服务范围，后者是巴勒迪克城市圈公共社区的城市公共交通系统。截至2023年5月，该系统共包括四条公交线路，其中公交L1线经过利尼昂巴鲁瓦市区。

## 政治

### 市政内阁

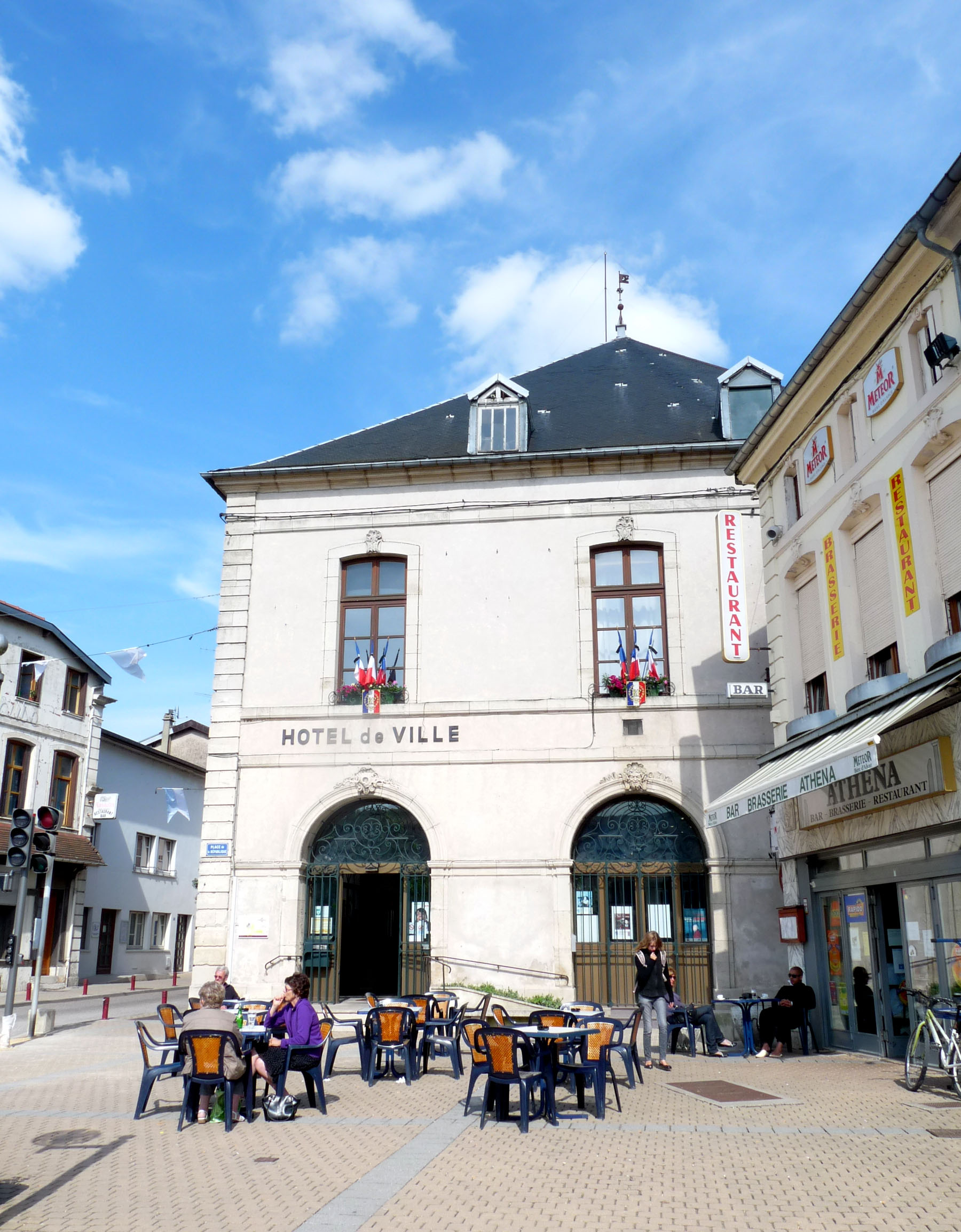
利尼昂巴鲁瓦市政厅

利尼昂巴鲁瓦的现任市长为让-米歇尔·居约先生（Jean-Michel GUYOT），他是一名右翼无党派人士，在2020年的市政选举中获得了41.82%的支持率。
| 利尼昂巴鲁瓦历届市长       | 利尼昂巴鲁瓦历届市长                  | 利尼昂巴鲁瓦历届市长           |
| 任期                       | 市长                                  | 党派                           |
| -------------------------- | ------------------------------------- | ------------------------------ |
| 1945年－1973年             | Louis DODIN 路易·多丹                 | SFIO工人国际法国支部 →PS社会党 |
| （1973至1983年间资料暂缺） |                                       |                                |
| 1983年－1995年             | Bernard THÉVENIN 贝尔纳·泰弗南        | 不详                           |
| 1995年－2001年             | Jean-Pierre POLMARD 让-皮埃尔·波尔马  | DVD右翼无党派人士              |
| 2001年－2010年             | Jean-François MUEL 让-弗朗索瓦·米埃尔 | PS社会党                       |
| 2011年－2014年             | Marie-Hélène SIMON 玛丽-埃莱娜·西蒙   | PS社会党                       |
| 2014年－2020年             | Jean-Claude RYLKO 让-克洛德·里尔科    | DVD右翼无党派人士              |
| 2020年－                   | Jean-Michel GUYOT 让-米歇尔·居约      | DVD右翼无党派人士              |

### 各级选举
| 利尼昂巴鲁瓦历届投票选举结果 | 利尼昂巴鲁瓦历届投票选举结果 | 利尼昂巴鲁瓦历届投票选举结果 | 利尼昂巴鲁瓦历届投票选举结果 | 利尼昂巴鲁瓦历届投票选举结果 | 利尼昂巴鲁瓦历届投票选举结果 | 利尼昂巴鲁瓦历届投票选举结果 | 利尼昂巴鲁瓦历届投票选举结果 | 利尼昂巴鲁瓦历届投票选举结果 | 利尼昂巴鲁瓦历届投票选举结果 |
| 选举项目                     | 选举范围                     | 选区单位                     | 选区单位内的选举结果         | 选区单位内的选举结果         | 选区单位内的选举结果         | 选区单位内的选举结果         | 选区单位内的选举结果         | 选区单位内的选举结果         | 参考资料                     |
| 选举项目                     | 选举范围                     | 选区单位                     | 第一轮胜出者                 | 第一轮胜出者                 | 支持率                       | 第二轮胜出者                 | 第二轮胜出者                 | 支持率                       | 参考资料                     |
| ---------------------------- | ---------------------------- | ---------------------------- | ---------------------------- | ---------------------------- | ---------------------------- | ---------------------------- | ---------------------------- | ---------------------------- | ---------------------------- |
| 2017年法國總統選舉           | 法國                         | 市镇                         |                              | 玛丽娜·勒庞                  | 31.7%                        |                              | 埃马纽埃尔·马克龙            | 53.57%                       | [ 28 ]                       |
| 2017年法国立法选举           | 默兹省第一选区               | 市镇                         |                              | 迪亚娜·安德烈                | 32.15%                       |                              | 贝特朗·庞谢尔                | 53.15%                       | [ 28 ]                       |
| 2019年欧洲议会选举           | 法國                         | 市镇                         |                              | 若尔丹·巴尔代拉              | 35.96%                       | （不适用）                   | （不适用）                   | （不适用）                   | [ 30 ]                       |
| 2021年法国省级选举           | 默兹省                       | 县                           |                              | 雷米·布尔 伊莎贝尔·佩兰      | 28.23%                       |                              | 雷米·布尔 伊莎贝尔·佩兰      | 65.41%                       | [ 31 ]                       |
| 2021年法国省级选举           | 默兹省                       | 市镇                         |                              | 让-米歇尔·居约 西尔薇·拉屈斯 | 41.43%                       |                              | 雷米·布尔 伊莎贝尔·佩兰      | 66.05%                       | [ 31 ]                       |
| 2021年法国大区选举           | 大東部大區                   | 市镇                         |                              | 让·罗特纳                    | 29.81%                       |                              | 让·罗特纳                    | 38.77%                       | [ 32 ]                       |
| 2022年法国总统选举           | 法國                         | 市镇                         |                              | 玛丽娜·勒庞                  | 31.18%                       |                              | 玛丽娜·勒庞                  | 52.01%                       | [ 28 ]                       |
| 2022年法国立法选举           | 默兹省第一选区               | 市镇                         |                              | 布丽吉特·戈迪诺              | 28.58%                       |                              | 贝特朗·庞谢尔                | 54.88%                       | [ 28 ]                       |

## 人口
2019年，利尼昂巴鲁瓦市镇人口数量为4,018，在法国排名第2,758位。其中男性1,926人，女性2,092人，75岁及以上人口占12.5%，外籍人口数量为163人，人口密度为125人/平方公里，当地居民被称为（男性）或（女性）。2020年，利尼昂巴鲁瓦境内出生20人，死亡人口72人。
| 利尼昂巴鲁瓦1901年－2020年人口变化情况 |
|                                        |
| 数据来源：Cassini、INSEE               |

## 经济

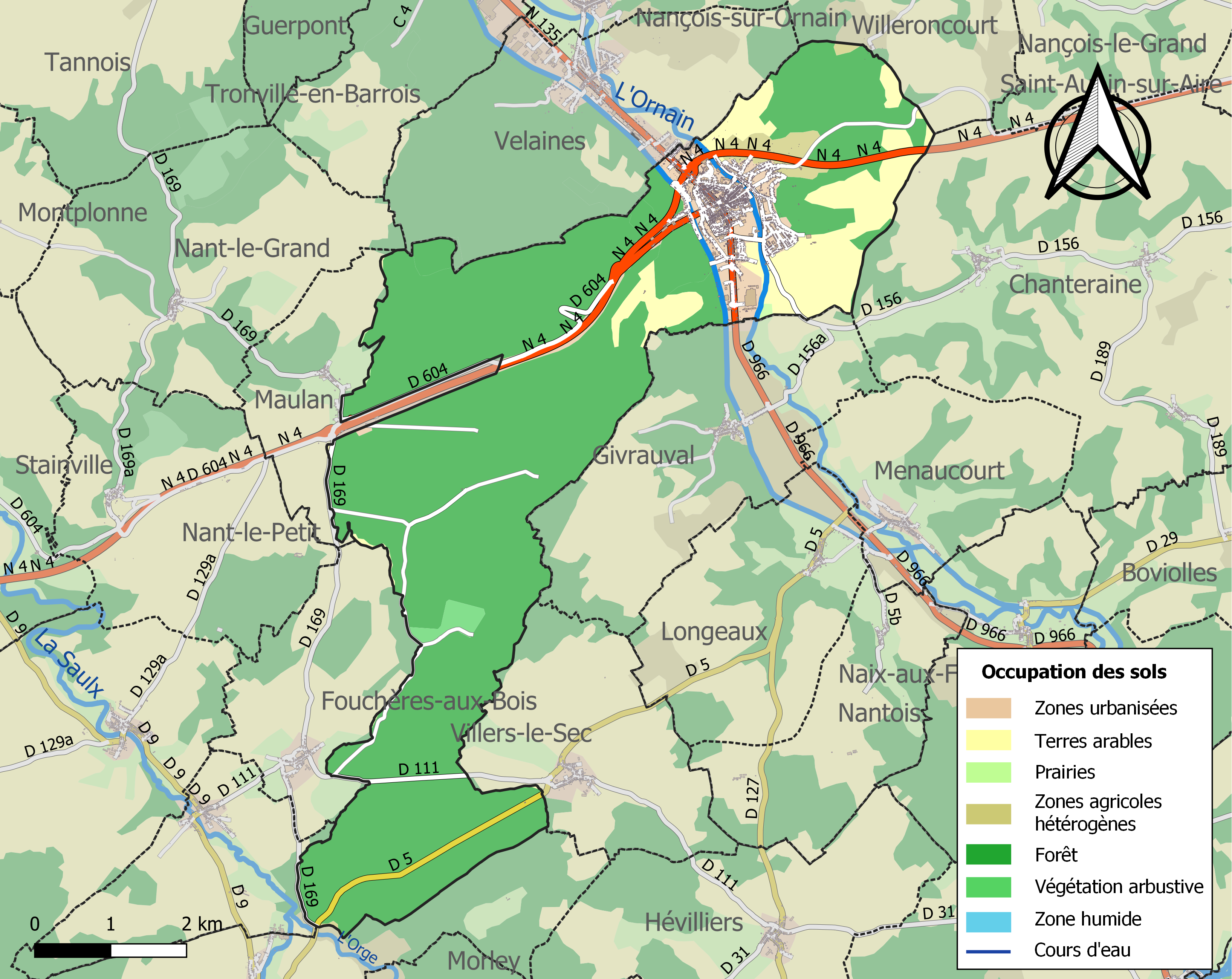
利尼昂巴鲁瓦土地利用情况地图

利尼昂巴鲁瓦是一个区域性的中心城市。截止2023年5月，利尼昂巴鲁瓦市镇范围内共有各类用人单位（包含自雇）441家，平均历史为19年，均为中小型企业（PME），2023年3月至5月间，当地的经济活力指数为-0.23%。（工业机械）、（电子产品维修）及（企业管理）是当地2021年营业额最高的三个企业，分别为2,144,843欧元、2,046,400欧元和626,500欧元。
利尼EvoBus工厂由EvoBus法国总部负责管理，其注册地址位于巴黎附近的萨塞勒。

## 财政与居民收入
2021年，利尼昂巴鲁瓦的财政收入总额为3,478,060欧元，财政支出总额为3,137,100欧元，当年的债务总额为1,486,350欧元。2021年，利尼昂巴鲁瓦市镇通过增值税获得55,220欧元的收入，此外当地还共获得了123,710欧元的国家直接财政补助。
2020年，利尼昂巴鲁瓦的人均月收入总额为2,048欧元，其中高级职员为3,579欧元，低于法国平均水平（4,230欧元）；中级职员为2,419欧元，高于法国平均水平（2,411欧元）；普通职员为1,707欧元，低于法国平均水平（1,740欧元）。
2019年，利尼昂巴鲁瓦境内的贫困率为17%，青壮年（15至64岁）失业率为20.8%；当地45.1%的家庭拥有纳税资格，平均纳税1,797欧元，低于法国平均水平（3,910欧元）。

## 社会事务

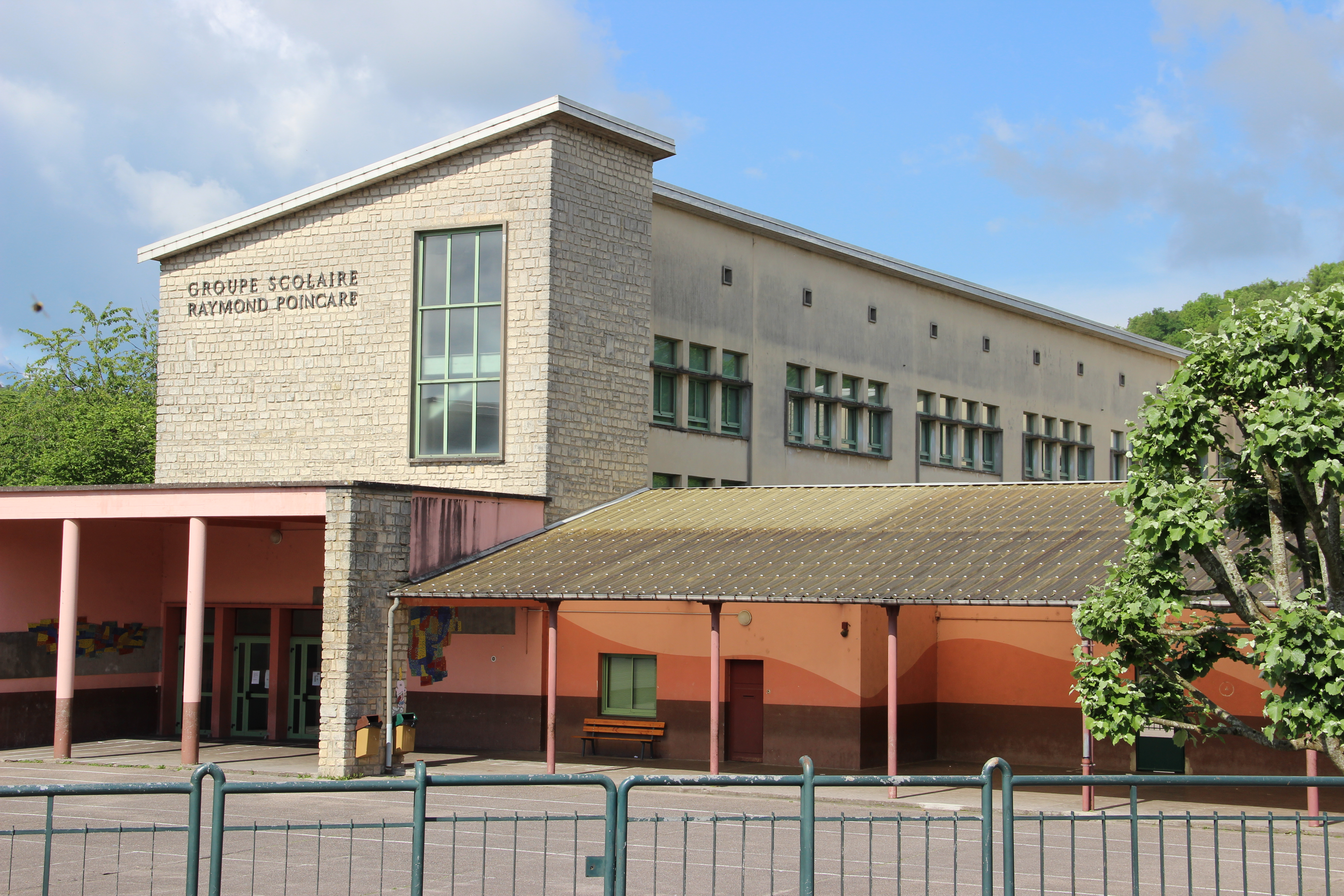
雷蒙·庞加莱学校

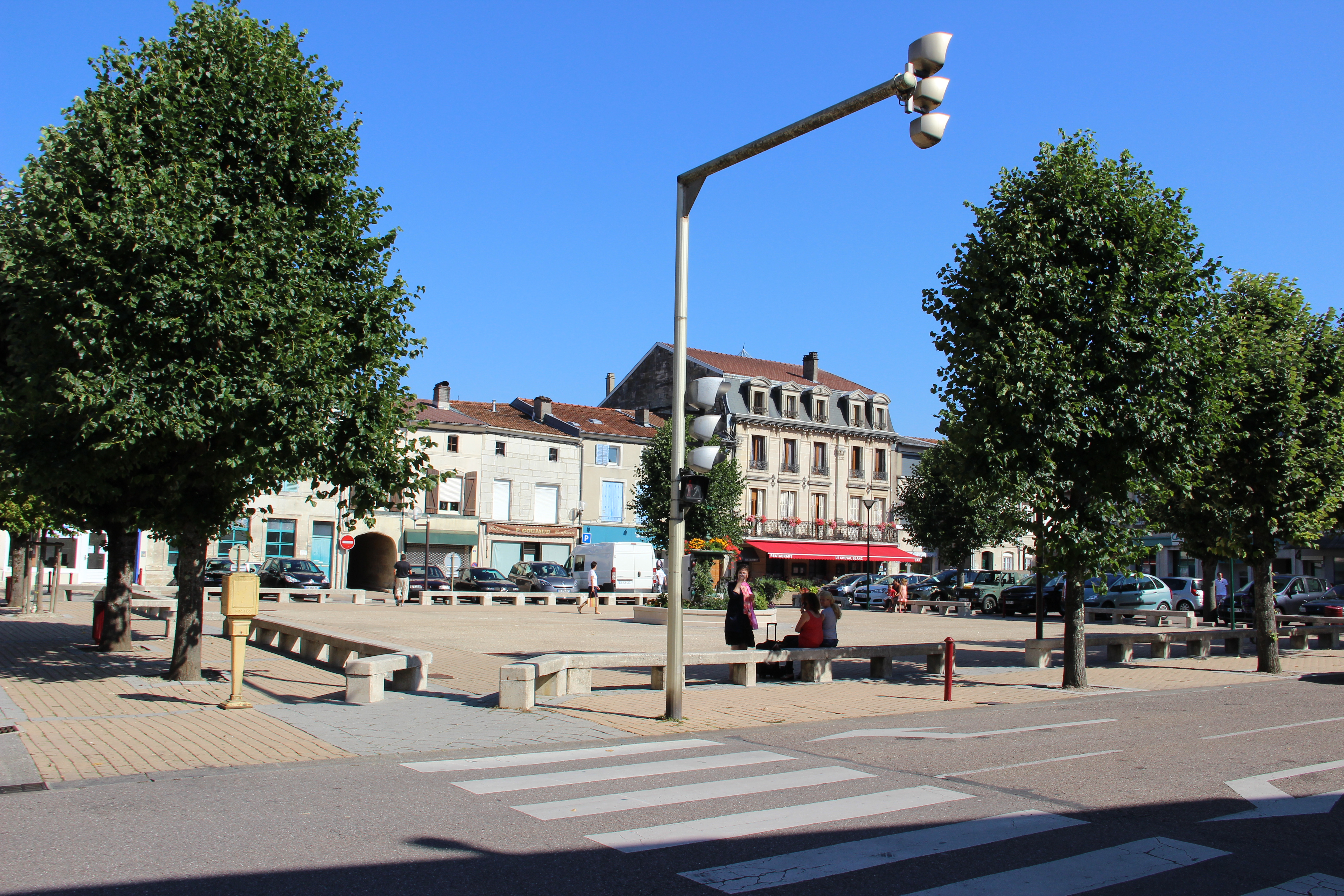
共和国广场

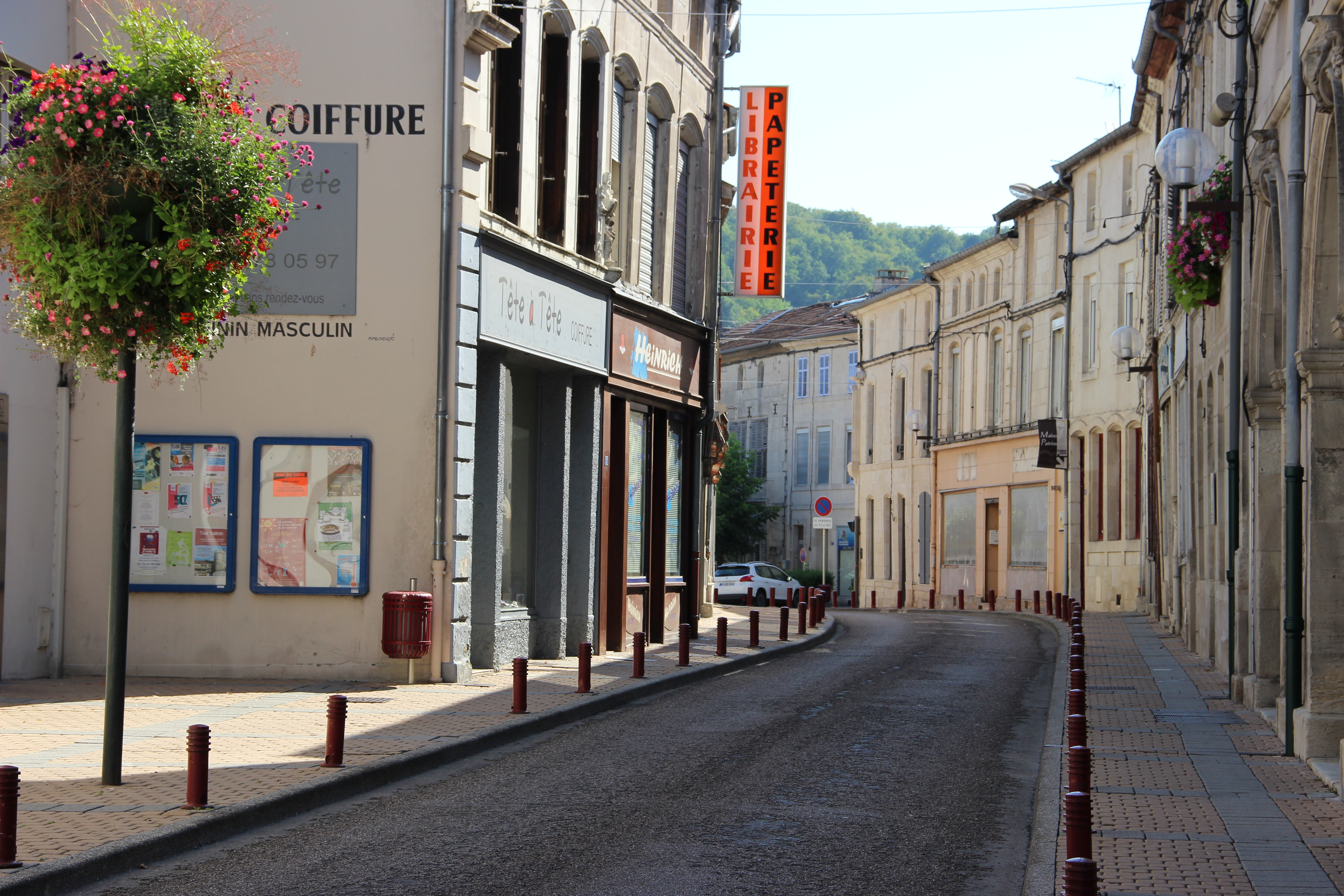
斯特拉斯堡街

### 教育
利尼昂巴鲁瓦属于南锡-梅斯学区。截止2021年1月1日，利尼昂巴鲁瓦境内共有1所幼儿园、3所小学、2所初级中学和2所职业高中。2021至2022学年度，利尼昂巴鲁瓦境内共有在校中等教育阶段学生473名（不含职业教育）。

### 医疗
截止2021年1月1日，利尼昂巴鲁瓦境内共有全科医生5名、保健师3名、牙医1名、护士8名和助产士1名。境内共有药房2家。
距离利尼昂巴鲁瓦最近的区域性医疗机构为巴勒迪克中心医院（Centre Hospitalier de Bar-le-Duc），其主病区位于巴勒迪克市区北部，距离利尼昂巴鲁瓦市区的正常车程大约22分钟，该院设有床位402个，是当地规模最大的公立综合性医院。

### 住房
2019年，利尼昂巴鲁瓦境内共有各类住房2,314套，其中53.2%为独立式居民区，46.4%为集中式居民区。常住房屋占利尼昂巴鲁瓦市镇范围内居民建筑总量的83.3%。
在住房保障政策方面，2021年，利尼昂巴鲁瓦境内共有552户家庭获得了住房经济补助，受益人数占总人口数量的13.7%，其中534份为房租补助。

### 商业
2021年，利尼昂巴鲁瓦境内共有各类实体商铺80家，其中餐厅12家、大型超市3家、面包房4家、肉铺2家、书店1家、银行门店4家、美容美发店6家、汽车维修店2家。市区北部建有E.Leclerc购物商场。

### 体育
2021年，利尼昂巴鲁瓦境内共有1家游泳池、1间体育馆、1处网球场以及2处足球或橄榄球场。
截至2023年5月，奥尔南中心前进队（Entente Centre Ornain，编号581823）是利尼昂巴鲁瓦境内唯一的一家注册足球俱乐部。该队成立于2016年，其主队2022至2023赛季参加大东部大区足球联赛丙组（法国第八级别），其主场为安德烈·勒帕日球场（Stade André Lepage）。

### 环境
利尼昂巴鲁瓦的环境事务由其所属的巴勒迪克南默兹城市圈公共社区联合各级政府协调负责。2021年，利尼昂巴鲁瓦境内暂无污染企业。

### 治安
2021年，利尼昂巴鲁瓦市镇范围内有1处宪兵队。
利尼昂巴鲁瓦及其附近的共239个市镇是科梅尔西国家宪兵队（zone gendarmerie de Commercy）的管辖范围。2020年，该宪兵队累计记录各类案件2,257起，其中盗窃类案件997起，经济类案件347起，毒品交易类案件136起。

## 文化
2021年，利尼昂巴鲁瓦境内暂无任何文化设施。利尼昂巴鲁瓦境内建有詹娜·昂斯莱-于斯塔什多媒体中心（Médiathèque Jeanne Ancelet-Hustache），每周二至六向公众开放（法定节假日除外）。

### 建筑
利尼昂巴鲁瓦境内有多处历史建筑，其中贞洁圣母教堂（Église de Notre Dame des Vertus）、法兰西门（Porte de France）等为法国国家文物保护单位，养老院大楼则是当地的一处地标性建筑物。

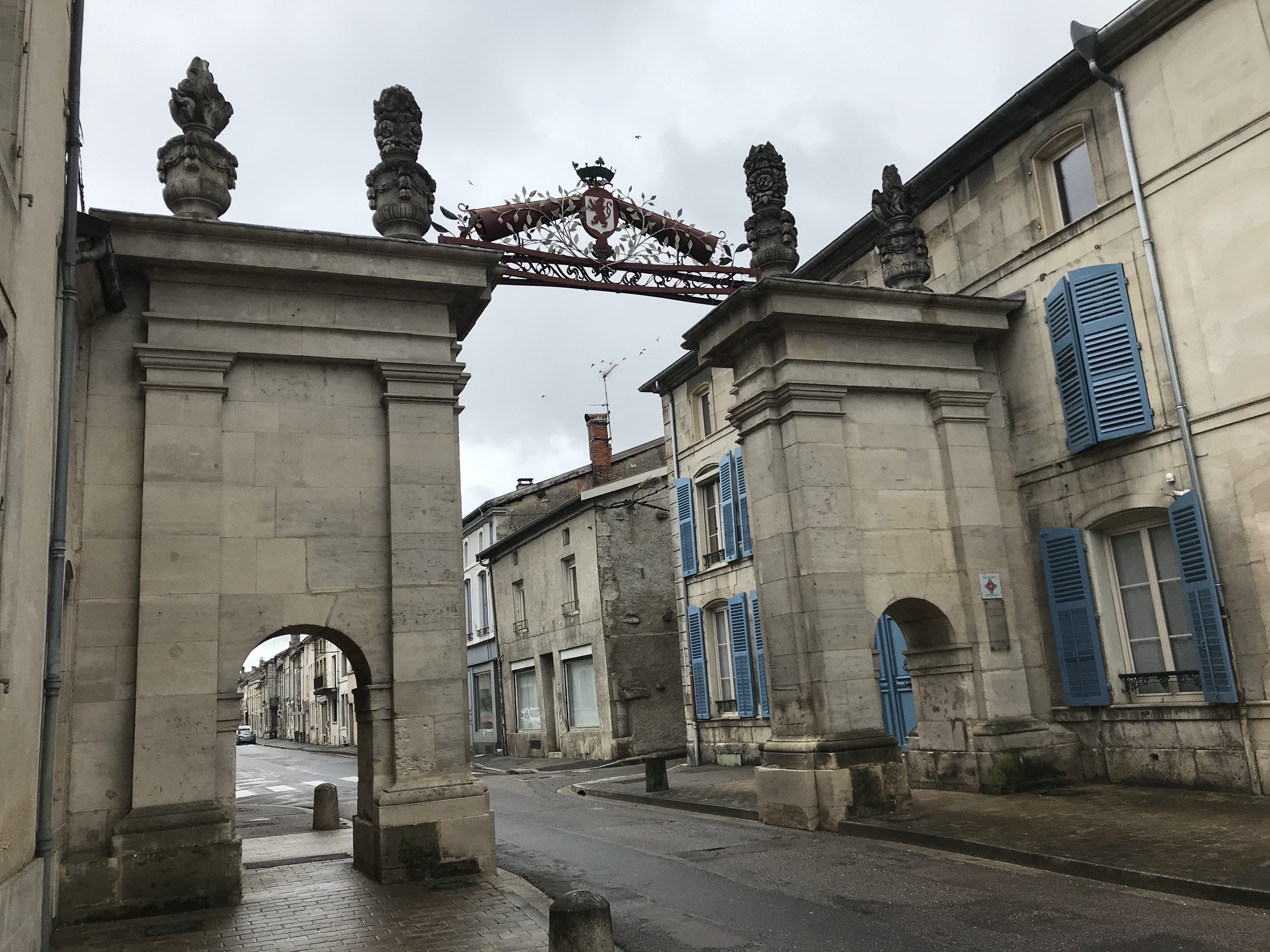
法兰西门
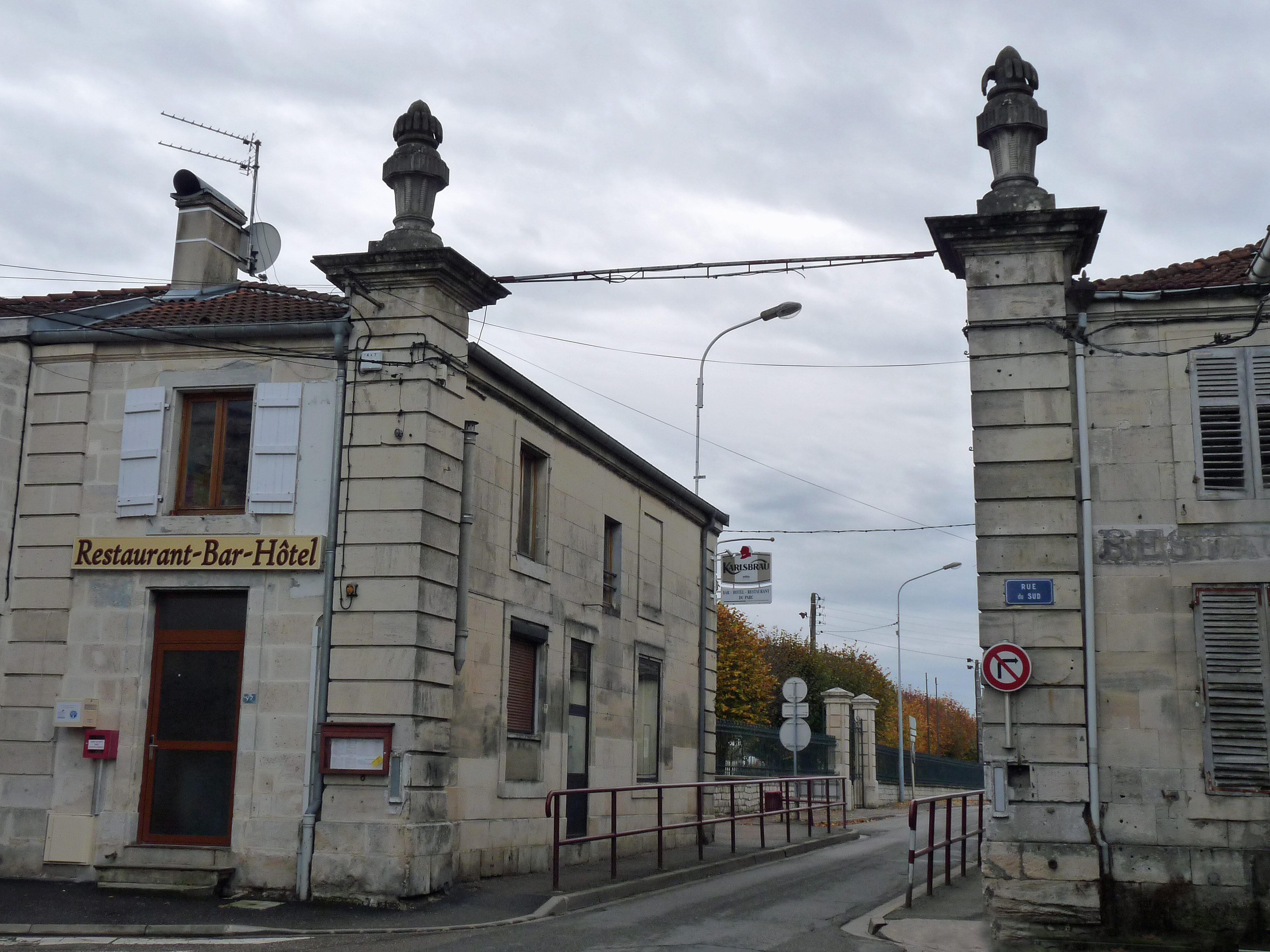
日夫罗瓦勒门
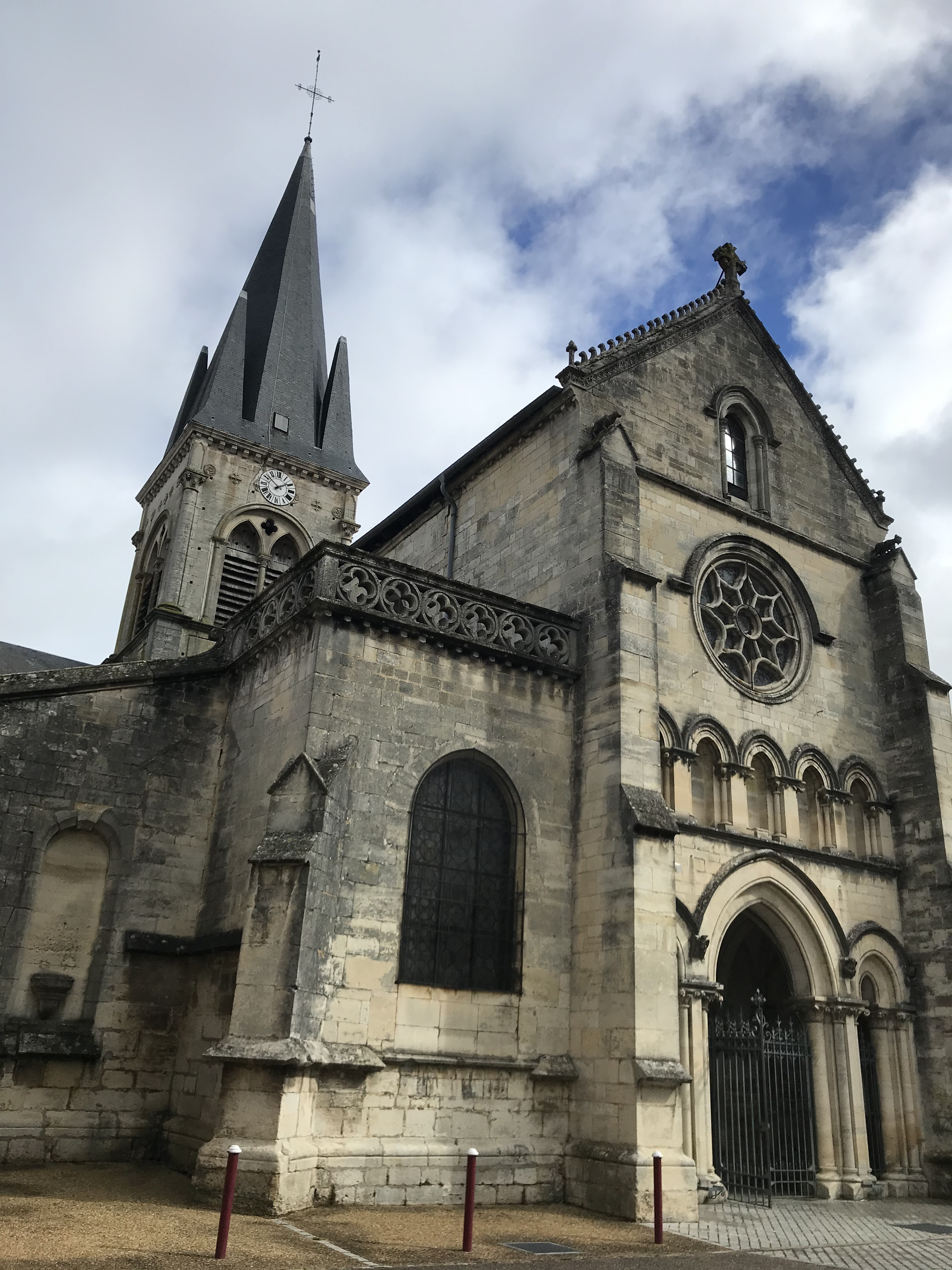
贞洁圣母教堂
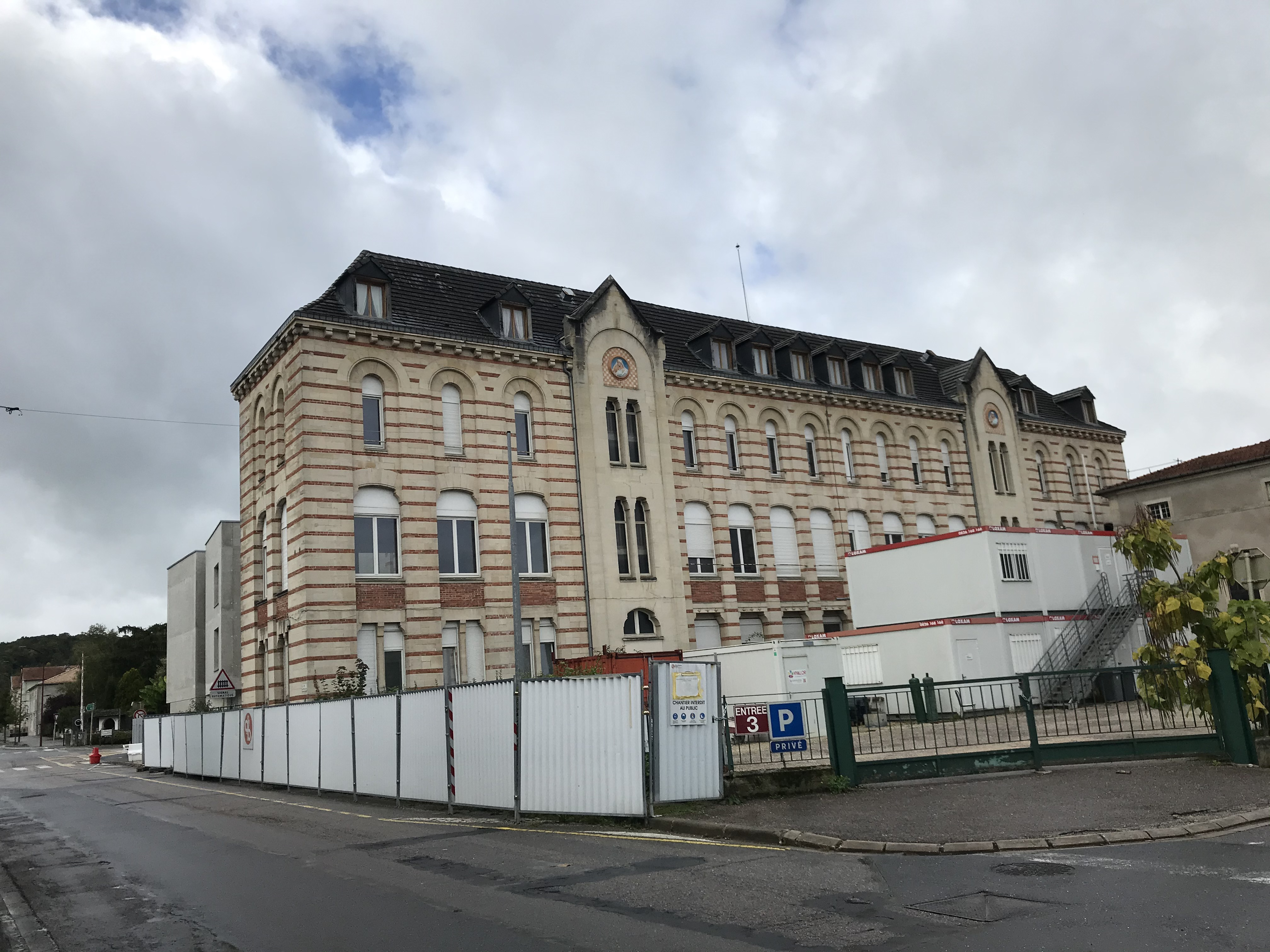
养老院
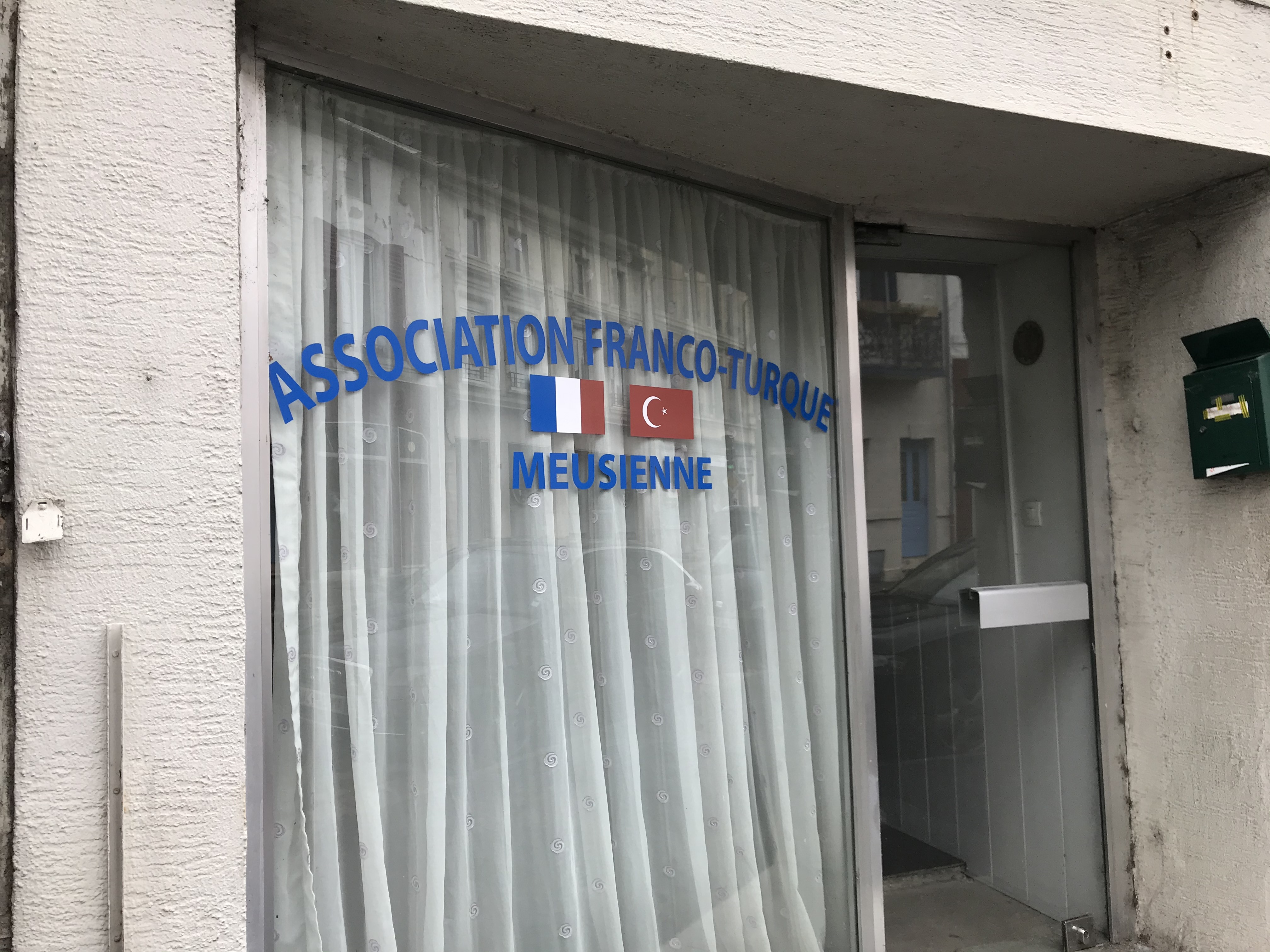
法国-土耳其文化交流中心
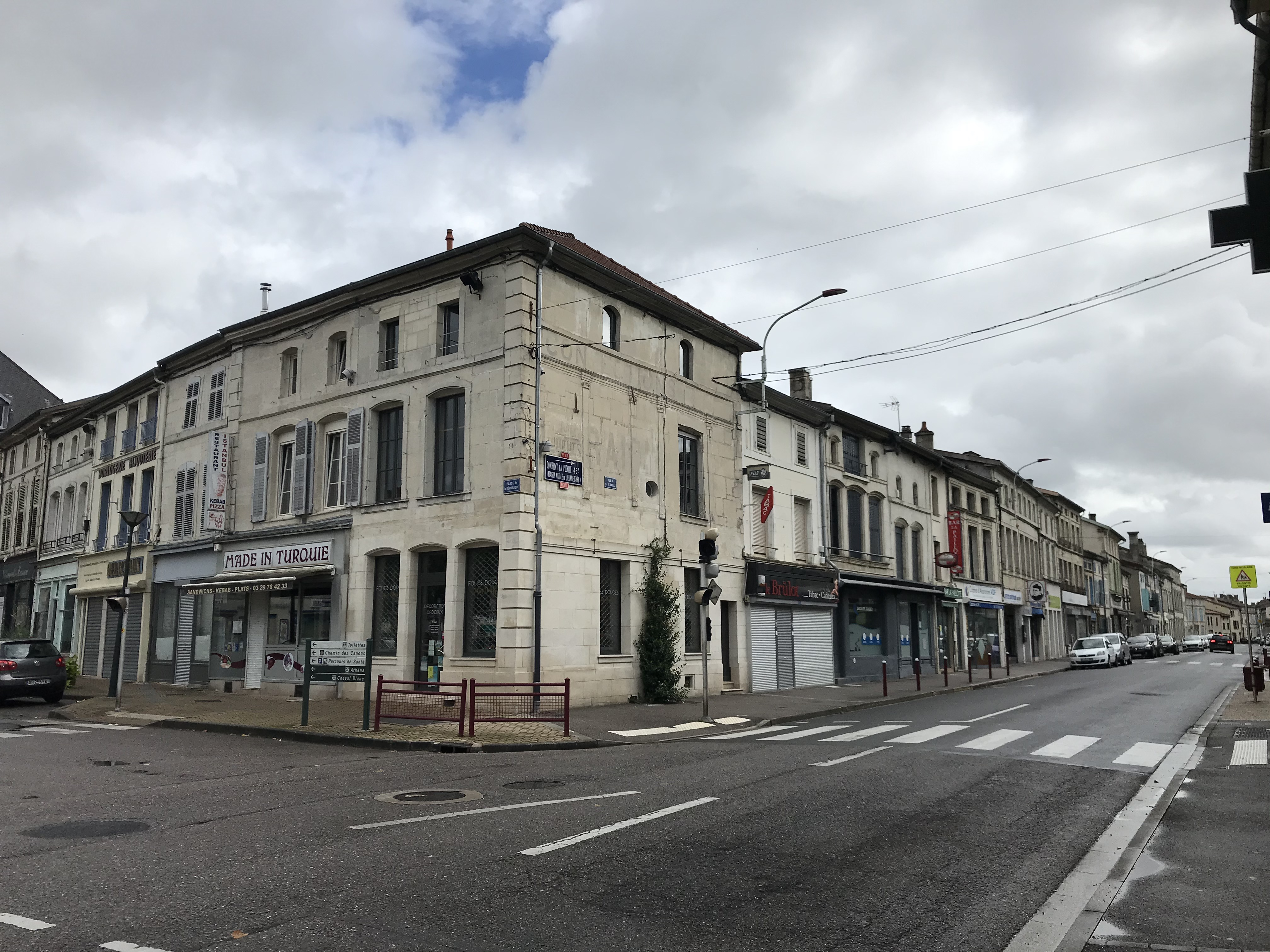
共和国广场附近的一处民居
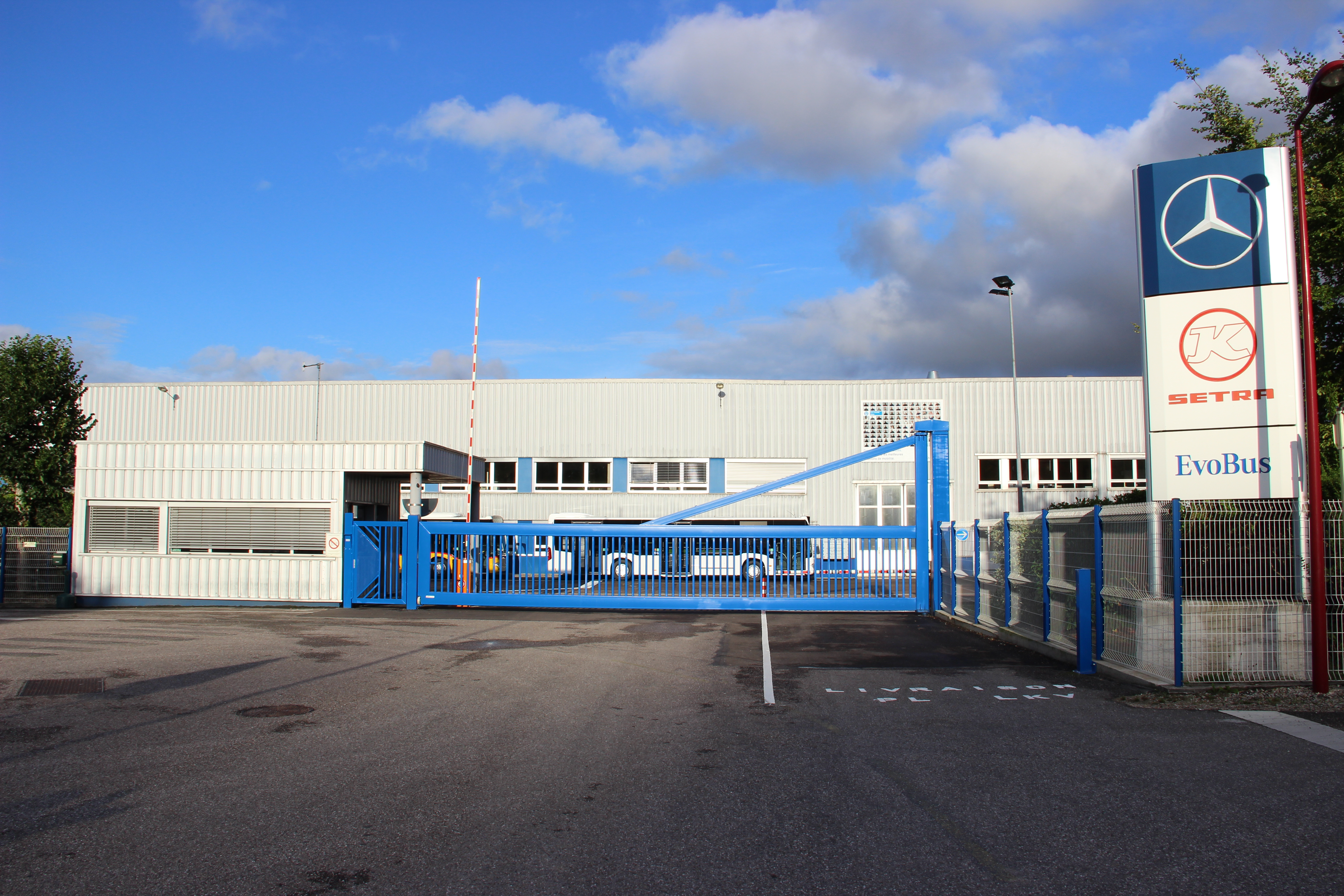
EvoBus工厂

### 旅游

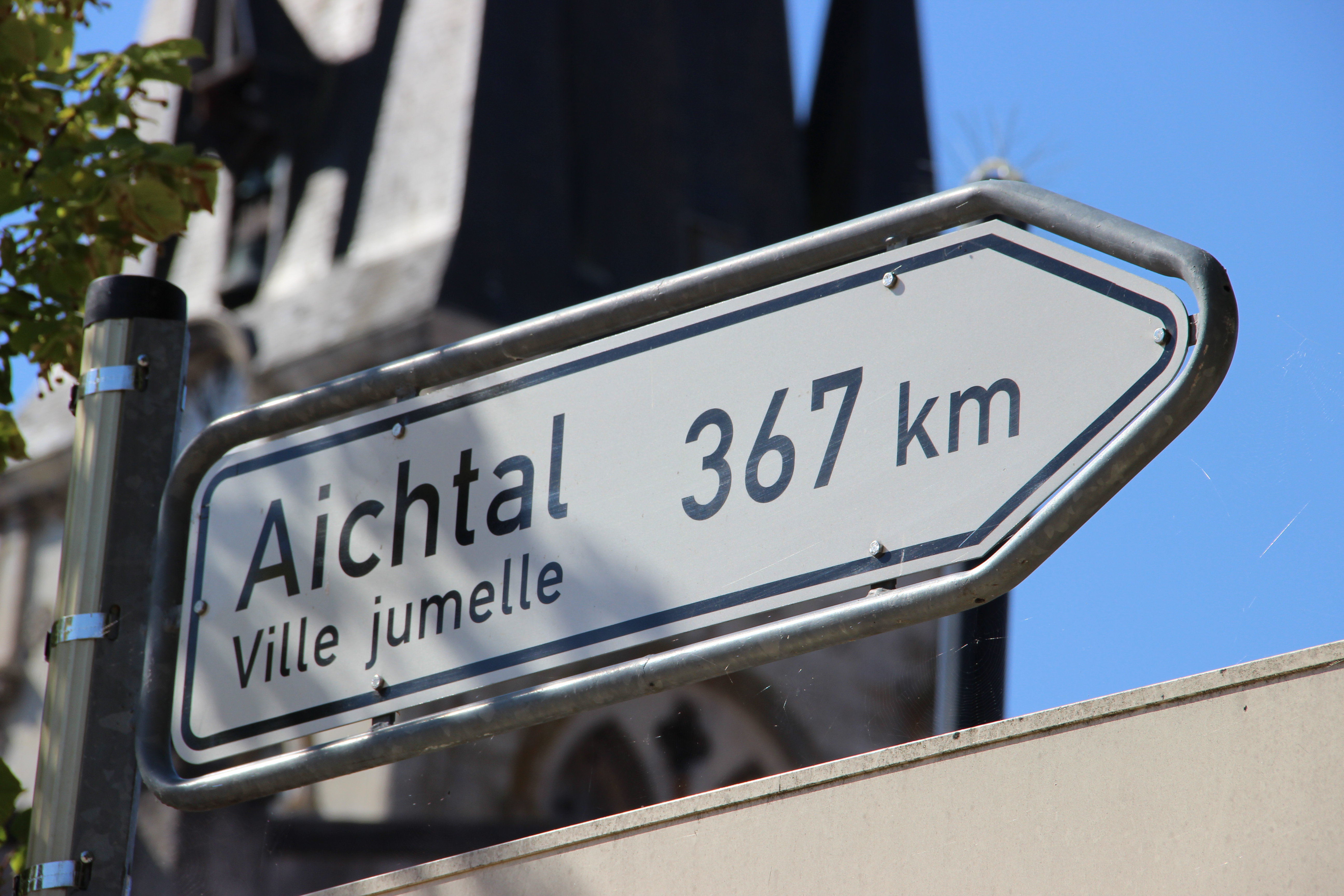
友好城市路牌

利尼昂巴鲁瓦的旅游事务由其所属的巴勒迪克南默兹城市圈公共社区负责。2022年，利尼昂巴鲁瓦境内共有1家酒店共计23间房间；另有1个露营地，可容纳共20辆露营车。

### 媒体
法国主要的媒体均可在利尼昂巴鲁瓦接收，法国电视三台下属的大东部大区频道在部分时段播出利尼昂巴鲁瓦所在默兹省的地方新闻。《东部共和党人报》、《默兹资讯》杂志（Meuz’Info）、默兹省广播（Meuse FM）等为当地主要的地方性媒体。

## 相关人物
法国天主教枢机卢森堡的伯多禄和法国将军皮埃尔·巴鲁瓦出生于利尼昂巴鲁瓦。

## 友好城市
截至2023年5月，利尼昂巴鲁瓦共与一座城市互为友好城市关系：
- 德国 艾希塔尔